# مامو (الهه)
مامو (نیز Mamud، 𒀭𒈠𒊬) الهه بین‌النهرینی مرتبط با رویا بود.

## شخصیت
نام مامو از واژه مامو مشتق شده که در زبان سومری به معنای «رویا» است.

## ارتباط با سایر خداییان
پدر مامو خدای خورشید اوتو (شمش) و همسر شمش آیا بود.
ویلفرد جی. لمبرت پیشنهاد کرد که الهه مومودو ممکن است بر اساس شباهت نام‌هایشان با مامو یکی باشد. در اسطورهٔ انکی و نینماه، او به عنوان یکی از هفت دستیار الهه نام‌بخش ظاهر می‌شود، شش نفر دیگر نینیما، شوزیانا، نینمادا، نینشار، نینموگ و نینیگینا هستند. این خداییان در جای دیگری با هم ظاهر نمی‌شوند، اما در این اسطوره آنها به عنوان شاسوراتو، گروهی از دستیاران نینماه شناخته می‌شوند.

## پرستش
معبدی برای مامو و بونن در سیپار وجود داشت.